# Павлюк Микола Іванович
Микола Іванович Павлюк (нар. 22 жовтня 1995, Чернівці, Україна) — український футболіст, захисник.

## Життєпис

### Ранні роки
Народився в Чернівцях, батько Миколи свого часу виступав на аматорському рівні в футбольних клубах Чернівців та Чернівецької області, а згодом розпочав працювати у головній команді області — «Буковині». Саме тому Микола у 2008 році й розпочав свій шлях у цьому клубі, виступаючи за чернівецьку команду до 2011 року в ДЮФЛУ. Перший тренер — Олексій Дашкевич. У 2012 році перейшов до складу молодіжної команди донецького «Металурга».

### Клубна кар'єра
З 2012 року тренувався з першою командою «металургів», але через високу конкуренцію в команді не зіграв за неї жодного офіційного поєдинку. Натомість виступав за донеччан у молодіжній першості, де грав під керівництвом Сергія Шищенка. У першостях України (U-19, U-21) за команду «металургів» провів 46 зустрічей.
У 2015 році, після розформування «Металурга», разом з іншими гравцями молодіжного складу перейшов до кам'янської «Сталі», де спочатку також виступав за команду U-21. Дебютував в основному складі кам'янського клубу 20 серпня 2017 року в поєдинку Прем'єр-ліги проти київського «Динамо». Проте більшість матчів знову провів за команду дублерів, у чемпіонаті України (U-21) зіграв 52 матча.
Наприкінці сезону 2017/18 був заявлений першоліговим «Геліосом», який останнім часом мав проблеми з кадрами. У липні 2018 року підписав контракт з рідним чернівецьким футбольним клубом «Буковина». Дебютував за «Буковину» 18 липня в матчі кубка України проти ФК «Калуша», а 2 вересня в матчі проти хмельницького «Поділля» відзначився дебютним голом. Виступав за рідний клуб до завершення 2018/19 сезону.
У лютому 2021 року підписав контракт із клубом: «Поділля» (Хмельницький), а перед цим останнім часом буковинець грав у Словаччині. З липня того ж року був гравцем ФК «Епіцентр» (Дунаївці). У цілому за обох представників Хмельницької області провів 10 офіційних матів, а влітку 2022 року знову підписав контракт із рідною «Буковиною», проте вже в зимове міжсезоння покинув команду.
З весни 2023 року гравець ФК «Фазенда» (Чернівці).

#### Цікаві факти
- Включений у збірну 7-го туру Другої ліги 2018/19 за версією Sportarena.com — позиція лівий захисник[14].

## Досягнення
- Срібний призер Другої ліги України (1): 2020/21